# L'Infiltré (Les Simpson)
Pour les articles homonymes, voir L'Infiltré.
L'Infiltré est le 13e épisode de la saison 19 de la série télévisée d'animation Les Simpson.

## Synopsis
Marge emmène les enfants à l'école avec la voiture d'Homer mais entre en collision avec le véhicule de Hans Taupeman à la suite des chamailleries de Bart et Lisa. Obligé d'aller faire réparer sa voiture, Homer hérite finalement d'une voiture de prêt de premier choix : luxueuse, high-tech… Va-t-il finalement succomber au charme de cette nouvelle voiture et abandonner son ancien véhicule rose ?
De son côté, Bart, qui arrive en retard en cours à la suite de l'accident, découvre qu'un nouvel élève prénommé Donny vient d'intégrer le cours de Mlle Krapabelle. Malheureusement pour Bart, ce dernier est encore plus turbulent que lui et lui vole la vedette. Pour regagner sa popularité, une seule solution : frapper encore plus fort. Et, bien sûr, Skinner va en faire les frais… Bizarrement, Donnie se dénonce à sa place ce qui finalement va créer un fort lien amical entre les deux garnements. Leur union tombe à point nommé pour réaliser le coup du siècle, mais, quand Bart se fait attraper dans chacune de ses pitreries habituelles, le doute s'installe : y aurait-il un agent infiltré dans l'« équipe » de Bart ?…